# Winthemia xanthocera
Winthemia xanthocera là một loài ruồi trong họ Tachinidae.